# Archaeopterygidae
De Archaeopterygidae zijn een familie van uitgestorven vogels.
De familie Archaeopterygidae werd het eerst benoemd door Thomas Huxley in zijn boek uit 1871, A Manual of the Anatomy of Vertebrated Animals, om Archaeopteryx een plaats te geven. Lang was het een familie met maar één bekend lid.
In 1988 bracht Gregory S. Paul, die meent dat mogelijkerwijs alle Eumaniraptora van een vliegende vorm afstammen, de Dromaeosauridae in zijn boek Predatory Dinosaurs of the World bij de Archaeopterygidae onder, maar dit kreeg geen navolging.
In 2005 meende Paul Sereno dat gezien het feit dat verschillende vormen die eerst als behorend tot Archaeopteryx werden beschouwd, nu door velen aan een apart geslacht worden toegewezen , zoals Wellnhofferia, het tijd werd voor een definitie als klade: de groep bestaande uit Archaeopteryx en alle soorten nauwer verwant aan Archaeopteryx dan aan de huismus Passer domesticus.
Alle bekende vormen stammen uit dezelfde formatie uit het Late Jura, het Tithonien. Er zijn resten bekend die uit het Krijt stammen, maar deze zijn waarschijnlijk van een lid van de Confuciusornithidae.